# Gara Erevan
Gara Erevan (în armeană Երևան երկաթուղային կայարան, transliterat: Yerevan yerkat’ughayin kayaran) este stația centrală din Erevan, capitala Armeniei, situată la sud de centrul orașului, la aproximativ 2,8 km de Piața Republicii. 

## Istoric
În 1902 a fost construită prima linie de cale ferată spre Erevan, care făcea legătura cu Alexandropol (Ghiumri) și Tiflis (Tbilisi). În 1908, o a doua linie a conectat-o cu Julfa, Persia.
Clădirea stației a fost construită în 1956, iar muzeul transportului feroviar din Armenia a fost deschis în stație la 31 iulie 2009. O locomotivă cu aburi conservată, cu numărul 3ա705-46, se află în stație.
În 2010, Căile Ferate Ruse au reconstruit complexul stației. În timpul renovărilor, au restaurat interiorul stației, introducând ecrane LCD cu informații despre orarul trenurilor pentru pasageri. În plus, din cauza creșterii semnificative a traficului de pasageri, precum și a necesității de a asigura un mediu confortabil la cumpărarea biletelor, s-a decis să se împartă spațiul în săli pentru trenurile de lung parcurs și internaționale. Designul camerelor nu a deranjat stilul arhitectural general; decorul este realizat din materiale naturale și artificiale identice cu cele originale. În clădirea gării se află un hotel cu camere de cazare.

## Călătorii
- Erevan — Batumi (din iunie până în septembrie)
- Erevan — Tbilisi (din decembrie în martie)
- Erevan — Ghiumri
- Erevan — Ararat
- Erevan — Araks
- Erevan — Eraskh

## Imagini

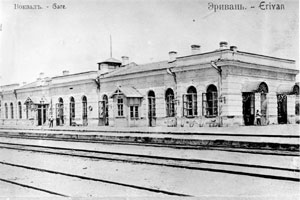
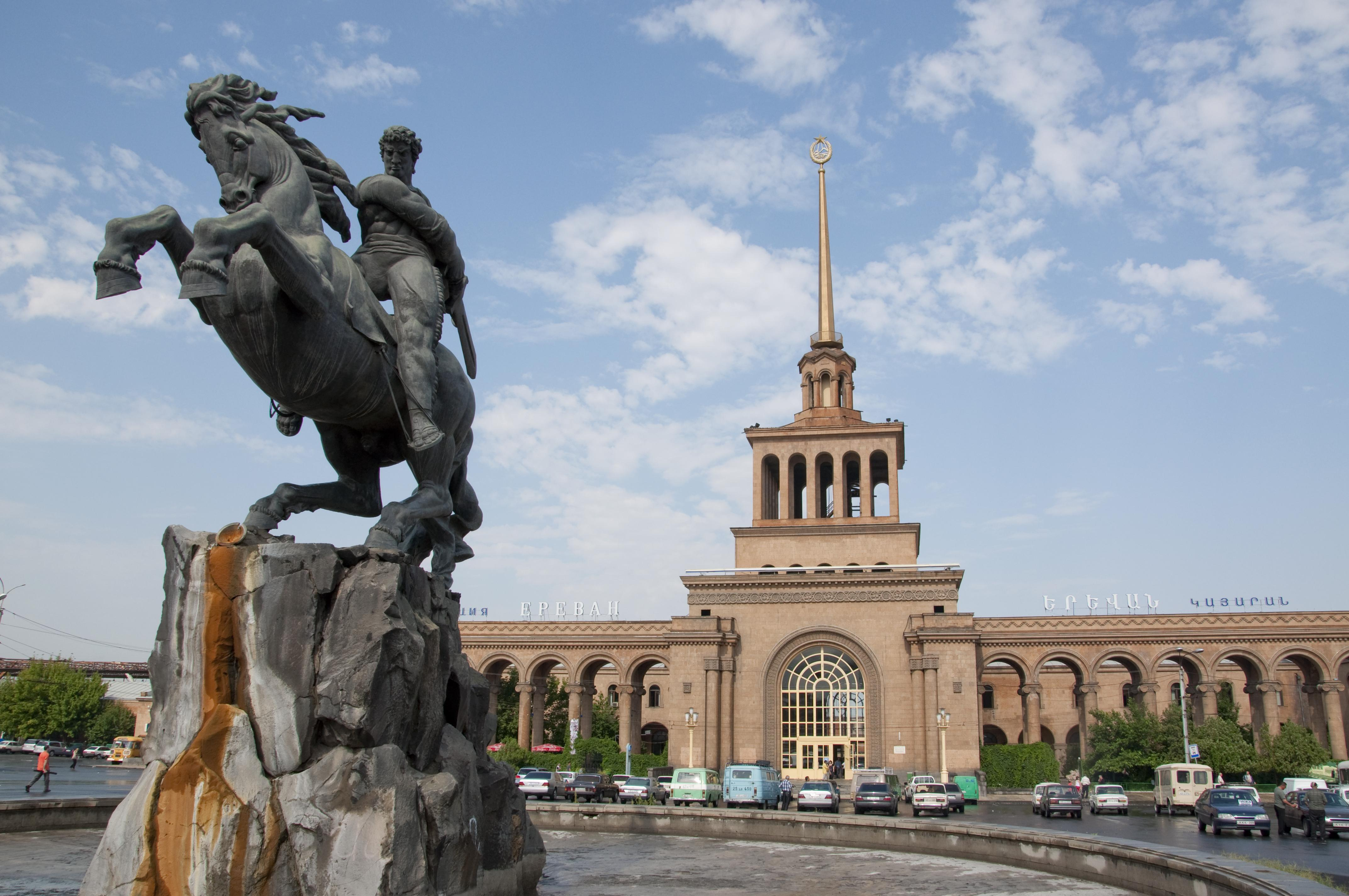
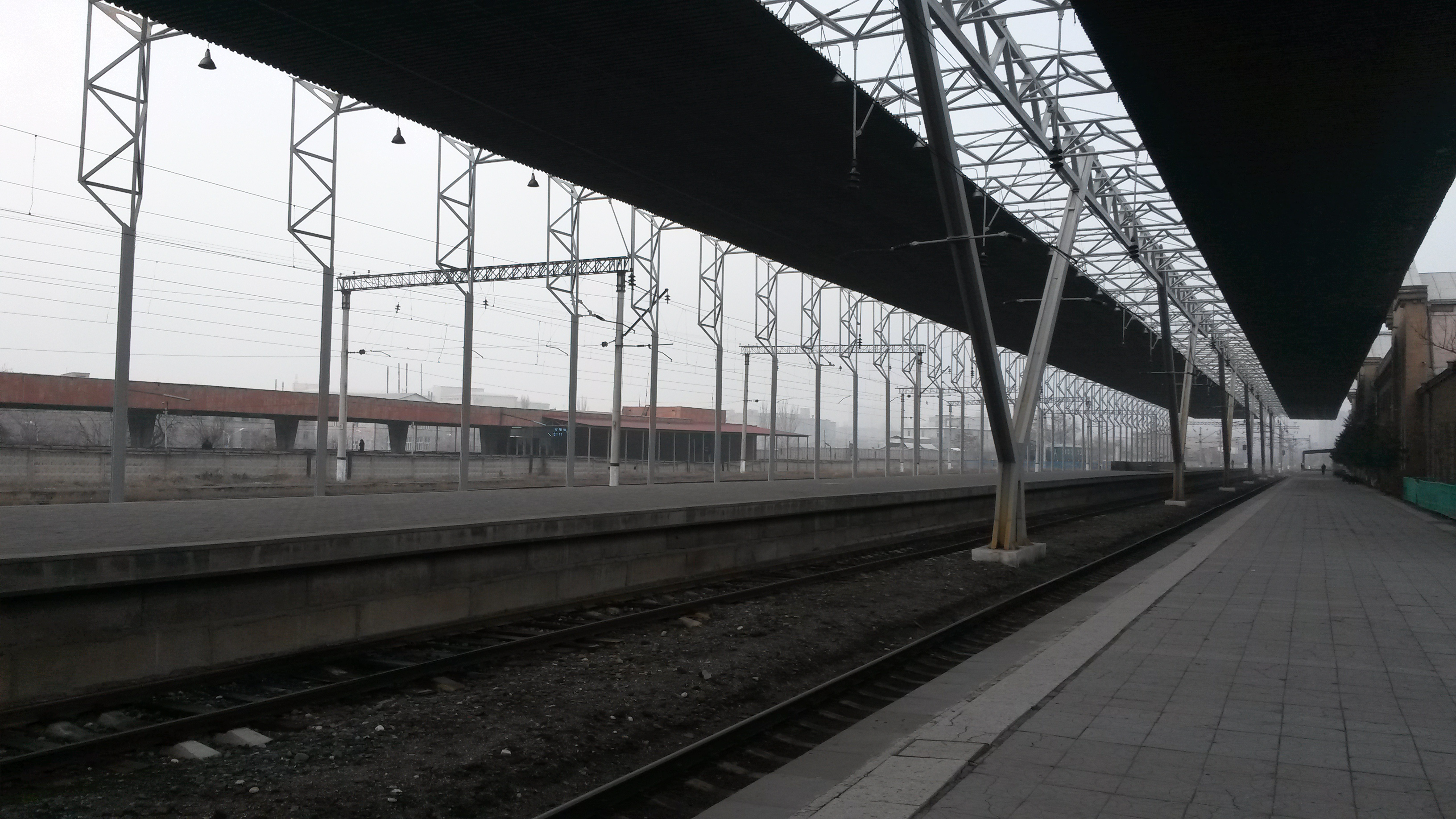
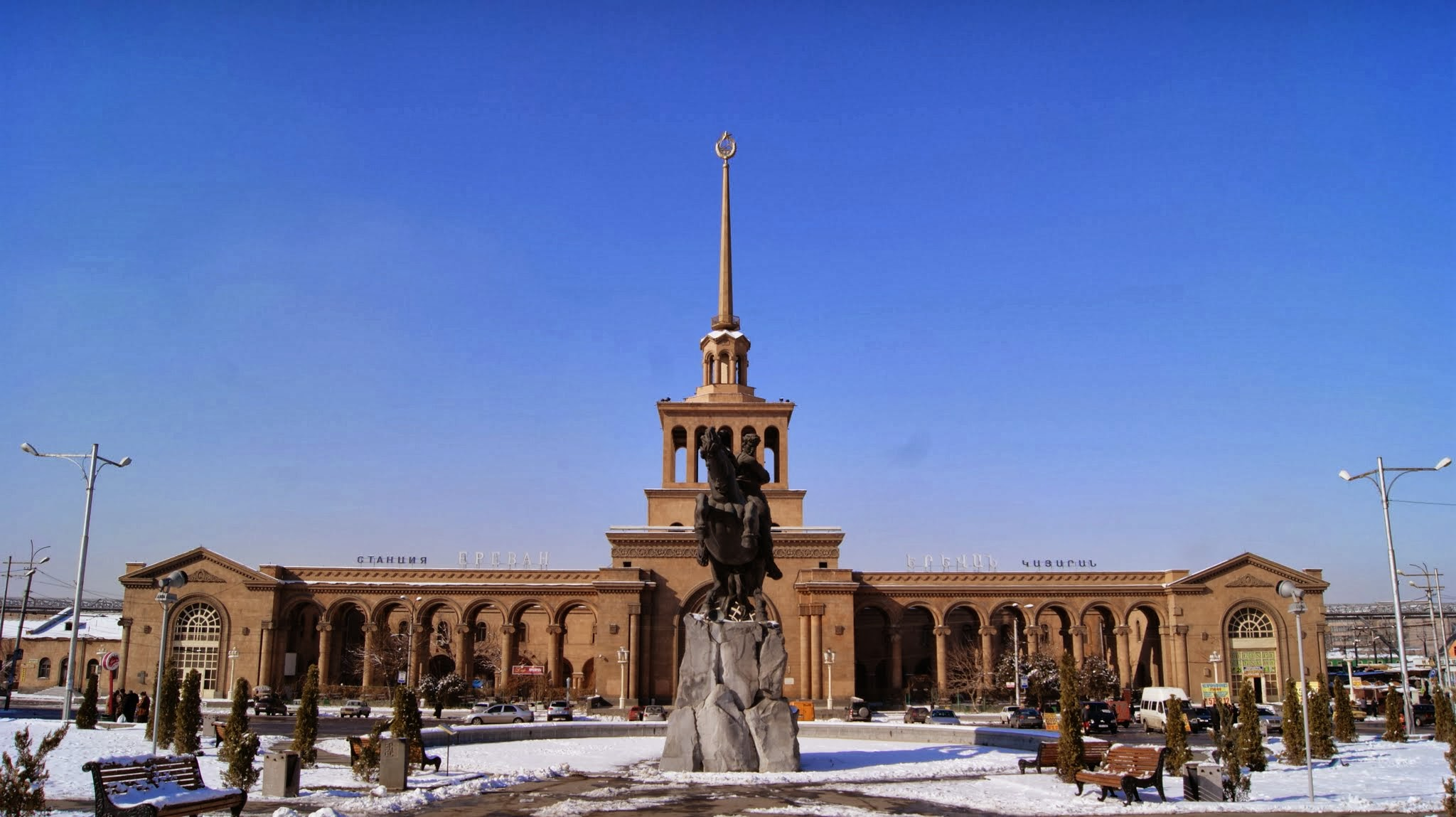
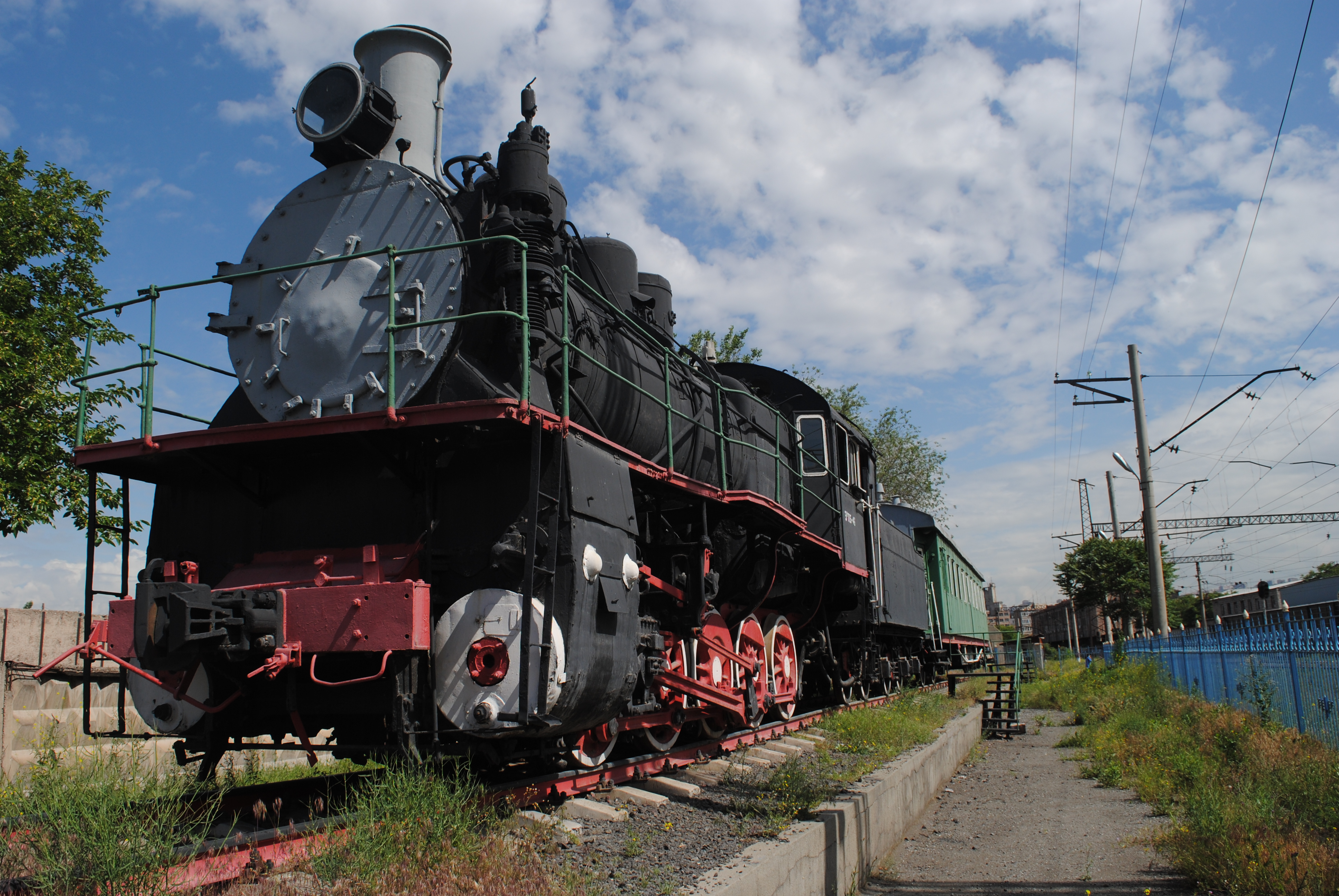
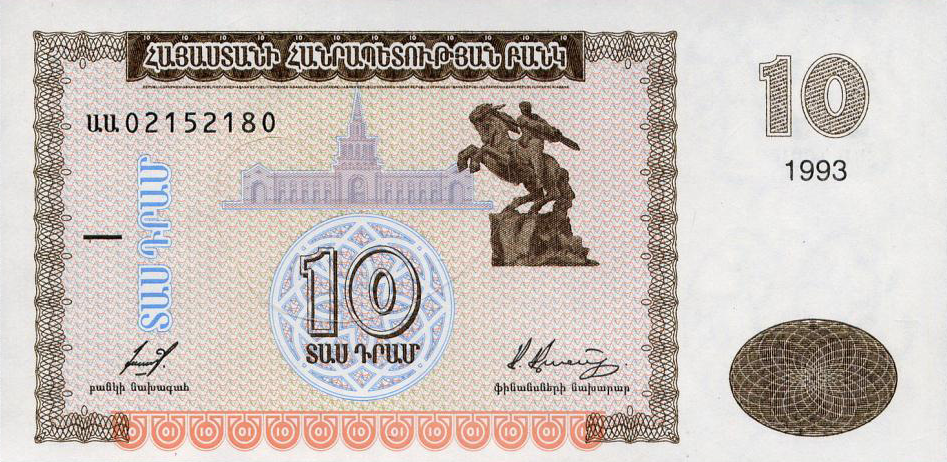
Aversul terminalului feroviar din Erevan pe bancnota de 10 dram (1993)